# Milan Langer
Pour les articles homonymes, voir Langer.
Milan Langer (Prague, 10 juillet 1955) est un  pianiste tchèque et pédagogue de la musique. Son activité d'interprète est principalement liée au Trio tchèque.

## Biographie
Le talent musical de Milan Langer se manifeste dès sa jeunesse, et il n'a que seize ans lorsqu'il remporte le prix au concours international Bedřich Smetana à Hradec Králové. L'année suivante, en 1972, il remporté le concours international Frédéric Chopin de Mariánské Lázně et le concours d'interprétation du Ministère de la culture à Prague. En 1973, il est récompensé pour son art lors du Festival du Printemps de Prague. Il est lauréat de divers concours internationaux en Italie, Bolzano (1973), Santander en Espagne (1976) et Moscou (1978).
Entre 1970 et 1974, il entre au conservatoire de Prague et en sort diplômé puis de 1974 à 1980 fréquente l'Académie des arts du spectacle de Prague, au sein de la classe de Valentina kameníková, excellent interprète et technicienne du piano. pendant ses études, Milan Langer participe également aux classes de maître de piano de František Rauch à Weimar (1972, 1976) et Guido Agosti à Sienne en Italie (1979).
Après ses études, il travaille en tant que claviériste de l'ensemble Ars cameralis, axé par la programmation, sur l'interprétation de la musique médiévale du XIIIe siècle jusqu'au XVe siècle. En 1994, est membre du Trio tchèque, avec Dana Vlachová (violon) et avec Jan Páleníček (violoncelle) — puis Miroslav Petráš en 1999. L'ensemble se produit dans la plupart des pays européens, aux États-Unis, au Japon, en Corée du Sud, au Koweït, etc.,.

## Enseignant
En dehors des principales activités de concert avec le Trio tchèque et ses engagements en tant que soliste, il est nommé professeur au conservatoire de Prague en 1998 et depuis 2006, il dirige le département de piano. Il enseigne le piano et la musique de chambre.
Il a initié et organise, un projet d'aide aux jeunes pianistes de 12 à 18 ans : « Jeune pianistes du conservatoire de Prague », qui comprend les « Cours international de piano d'été du conservatoire de Prague ». Il dirige également des ateliers séminaires et classes de maître dédiés au piano aux États-Unis, au Japon et en Corée du Sud. Il est souvent membre de jurys de concours internationaux de piano.

## Discographie
La discographie est variée. Est composé à la fois de l'origine de la coopération avec l'Ars cameralis en se concentrant sur la musique médiévale, le baroque et la musique de la renaissance, ainsi que son travail pendant plus de 15 ans avec le Trio tchèque et des enregistrements en récital ou conjointement avec d'autres artistes.

### Ars cameralis
- La musique médiévale en Bohême XIII–XVe siècle (1991, Studio Matouš),
- Musique de l'Université Charles I. – Musique Européenne du XIVe siècle (1992, Studio Matouš),
- Musique de l'Université Charles II. – La musique européenne XIVe et XVe siècles (1993, Studio Matouš),
- G. de Machaut, Chansons (1996, Studio Matouš 1996),
- Musique de la Renaissance dans les pays tchèques (2006, Studio Matouš),
- L. Matousek, musique de chambre (2008, Studio Matouš),
- J.-Trotter, Lune dans le ciel (2008, Maximum).

### Soliste
- Stravinsky, Trois fragments de Petrouchka ; Barber, Sonate, op. 26 ; Bartók, Suite op. 14, Prokofiev, Toccata op. 11 ; Slavicky, Sonate "la Contemplation de la vie" (1988/1993, Panton),
- Tomášek, Églogues pour piano (septembre 1988, Panton/Supraphon),
- Reicha, Fugues pour piano op. 36 – sélection : 1, 3, 5, 7, 9, 11–13, 20, 22, 23–26, 28–33 (2003, Boton 71 0459-2 / Supraphon),
- Carl Vollrath, Voyages de rêve : Œuvres pour piano (2003, 2CD MCC Recordings) (OCLC 166396639).

### Trio tchèque
- Schubert, Trio en mi-bémol majeur op.100 (1995, Bohemia Music),
- Haydn, Trio en sol majeur All'Ongarese, Mozart, Trio en sol majeur, Beethoven, Trio en ut mineur op. 1, no 3 (1996, Bohemia Music),
- Dvořák, Trio en fa mineur op. 65, Dumky op. 90 (1997, Bohemia Music),
- Korngold, Trio pour piano op. 1, Quatuor avec piano op. 34 (1997, Supraphon),
- Smetana, Trio en sol mineur op. 15 ; Dvořák, Dumky op. 90 (1999, Arco Diva),
- Tchaïkovski, Trio en la mineur op. 50 ; Mendelssohn, Trio en ré mineur, op. 49 (2003, Arco Diva),
- Dvořák, Trio en fa mineur op. 65 ; Josef Suk, Élégie op. 23 ; Martinu, Trio en ut majeur /Grand/ (2004, Arco Diva),
- Rachmaninoff, Trio élégiaque no 1 en sol mineur ; Dvořák, Trio en si-bémol majeur op. 21 ; J. Suk,  Trio en ut mineur op. 2 (CD, Arco Diva 2008).

### Concertos et duos
- Ludvík Podéšť, Concerto pour piano et orchestre no 2 - Orchestre symphonique de la radio Tchécoslovaque à Prague (1983, LP Panton),
- Martinů, Sonate pour violon et piano en do majeur, Sonate pour violon et piano en ré mineur - Ivan Ženatý, violon (LP Panton 1989),
- « Oh violon, mon amour », Ivan Ženatý, violon (1990, Edit),
- Kalabis, Sonate pour violon et piano op. 58 - Ivan Ženatý, violon (1993, Panton),
- Beethoven, Triple Concerto pour violon, violoncelle et piano en ut majeur op. 56 - Prague philharmonia, dir. Jiří Bělohlávek - Voříšek, Grand rondeau pour violon, violoncelle et piano (1995, Bohemia Music),
- Martinů, Quatuor pour violon, hautbois, violoncelle et piano ; Noneto tchèque (1996, Praga / Harmonia Mundi),